# Dictyochrysa latifascia
Dictyochrysa latifascia is een insect uit de familie van de gaasvliegen (Chrysopidae), die tot de orde netvleugeligen (Neuroptera) behoort. 
Dictyochrysa latifascia is voor het eerst wetenschappelijk beschreven door Kimmins in 1952.